# Graphium agamemnon
 Графия агамемнон, или графиум агамемнон, или зеленоточечный графиум, или парусник Линней, или графия эсперанца — дневная бабочка из рода Графиум, семейства Парусники. Названа в честь микенского царя Агамемнона. Впервые описана в 1758 году Карлом Линнеем.

## Описание
Самки относительно крупнее самцов. Доминирующая окраска чёрно-зеленая. Корень передних крыльев светло-зеленого цвета. Вдоль переднего костального края крыла проходит черная полоса. В ячейке переднего крыла располагаются 8 пятен неправильной формы зелено-салатового цвета. В ячейках крыла два пятна зеленого цвета. В ячейке заднего крыла два пятна зелено-салатового цвета. Задние крылья оканчиваются короткими «хвостиками». Нижняя сторона передних крыльев серо-коричневого цвета с розовыми жилками и 4—5 светло-земными пятнами. На обратной стороне у корня задних крыльев располагаются 3—4 пятна светло-зеленого цвета, в дискальной зоне два черных пятна с красными полукольцами. Тело чёрного цвета, брюшко со светло-зелеными полосками по боками.

## Ареал
Распространена в Юго-восточной Азии, Индии, Шри-Ланке и Австралии. Graphium agamemnon является широко распространенным видом, не находящимся под угрозой.

## Биология
Вид распространен в тропических лесах с влажным климатом, обитает вдоль водоемов, встречается в городах и мегаполисах. Кормовое растение гусениц Polyalthia longifolia. Самцы любят питаться нектаром Lantana, Ixora и Poinsettia.
Агамемноны являются активными в течение всего года, но их численность зависит от количества осадков и наличия кормовых растений. Бабочки летают в верхушках деревьев, но порой спускаются к нижним ветвям в поисках цветов. В связи с относительно коротким жизненным циклом (чуть больше одного месяца от яйца до имаго), за год может развиваться до 7—8 поколений Graphium agamemnon.

## Жизненный цикл
Полное развитие от яйца до имаго происходит за 33—36 дней.

### Яйцо
Яйца 3-4 мм в диаметре бледно-желтого цвета располагаются по одному на нижней стороне молодых листьев.

### Гусеница
Молодые гусеницы темного желтовато-зеленного цвета с бледно-желтой полосой вдоль живота. Голова небольшая, туловище резко утолщено в 4-м или 5-м грудном сегменте, затем постепенно суживается до хвоста. Гусеница имеет четыре пары шипов. Молодые особи дымчато-черного цвета, взрослые — зеленой, веретенообразной с небольшими черными пятнам. На первых двух грудных сегментах пара черных шипов, третья пара оранжево-желтого цвета. Четвертая пара находится на последнем сегменте. Гусеницы проходят пять линек в течение 15—16 дней.

### Куколка
Куколки зеленые или коричневатые. Они находятся на нижней стороне листьев, иногда сверху, и удерживается с помощью пояска из паутины. Стадия куколки длится 13—14 дней.

## Подвиды
- G. a. agamemnon
- G. a. plisthenes (C. & R. Felder, 1864)
- G. a. neopommeranius (Honrath, [1888])
- G. a. argynnus (Druce, 1888)
- G. a. ligatus (Rothschild, 1895)
- G. a. exilis (Rothschild, 1895)
- G. a. decoratus (Rothschild, 1895)
- G. a. guttatus (Rothschild, 1895)
- G. a. salomonis (Rothschild, 1895)
- G. a. obliteratus (Lathy, 1899)
- G. a. menides (Fruhstorfer, 1904)
- G. a. andamana (Lathy, 1907)
- G. a. rufoplenus (Fruhstorfer, 1917)
- G. a. atropictus (Fruhstorfer, 1903)
- G. a. pulo (Evans, 1932)
- G. a. baweata (Hagen, 1896)
- G. a. meton (Fruhstorfer, 1904)
- G. a. comodus (Fruhstorfer, 1903)
- G. a. ugiensis (Jordan, 1909)
- G. a. admiralia (Rothschild, 1915)

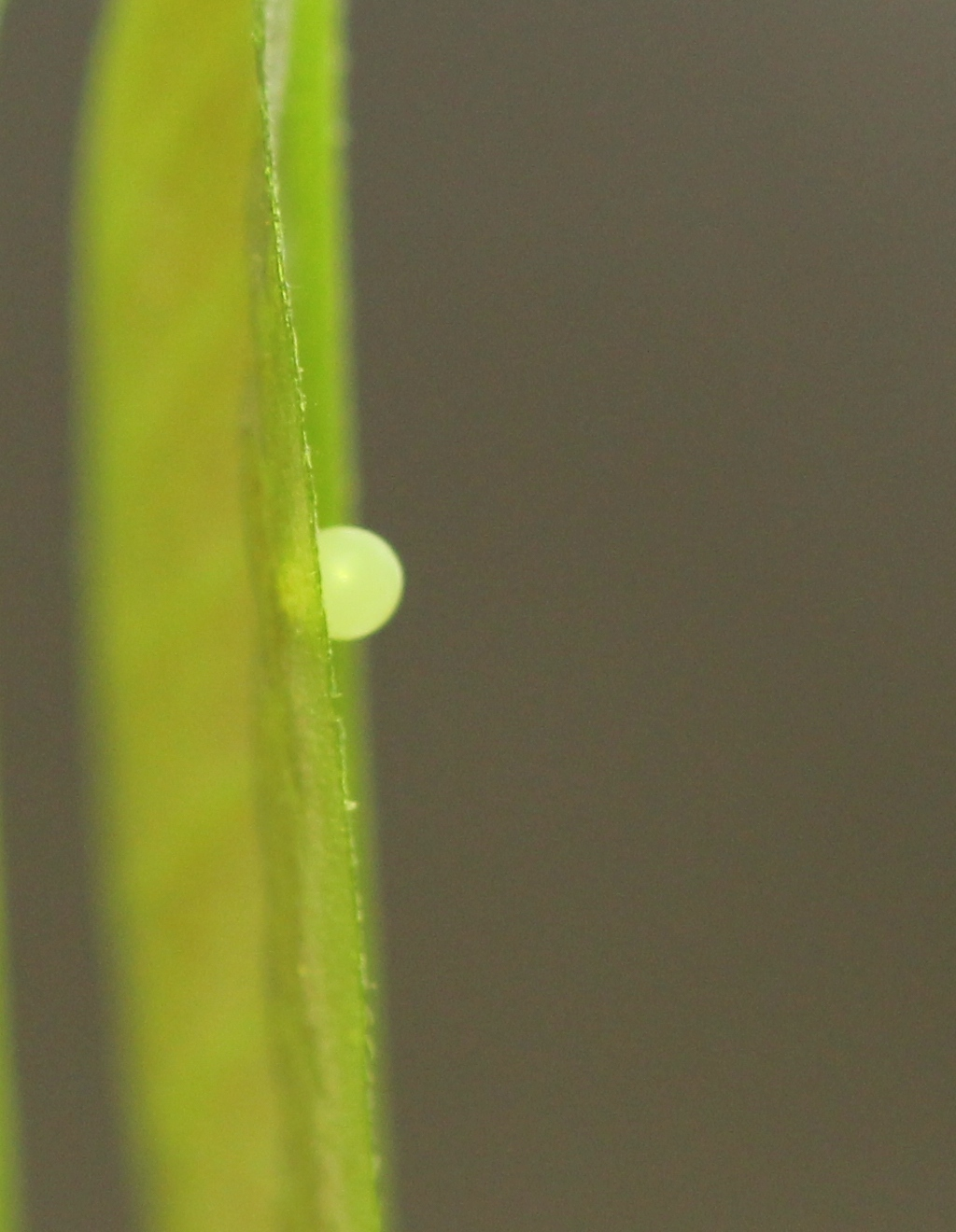
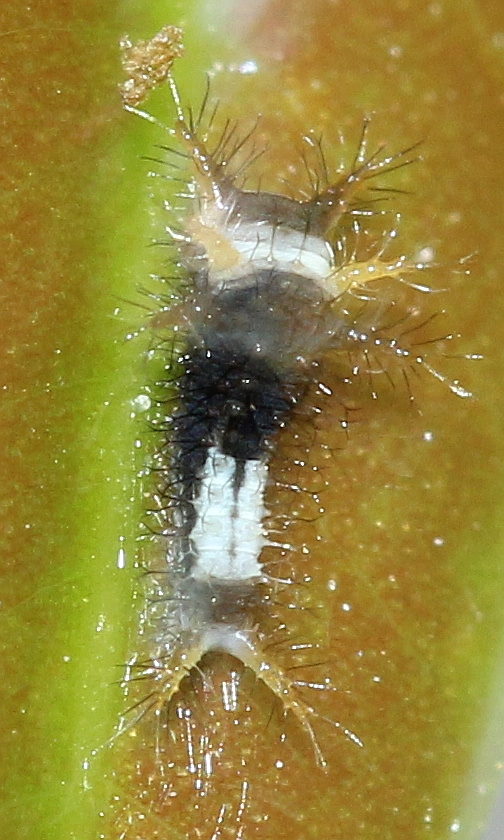
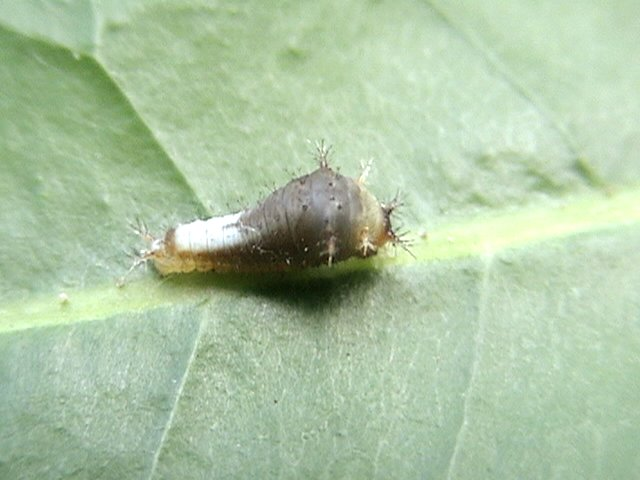
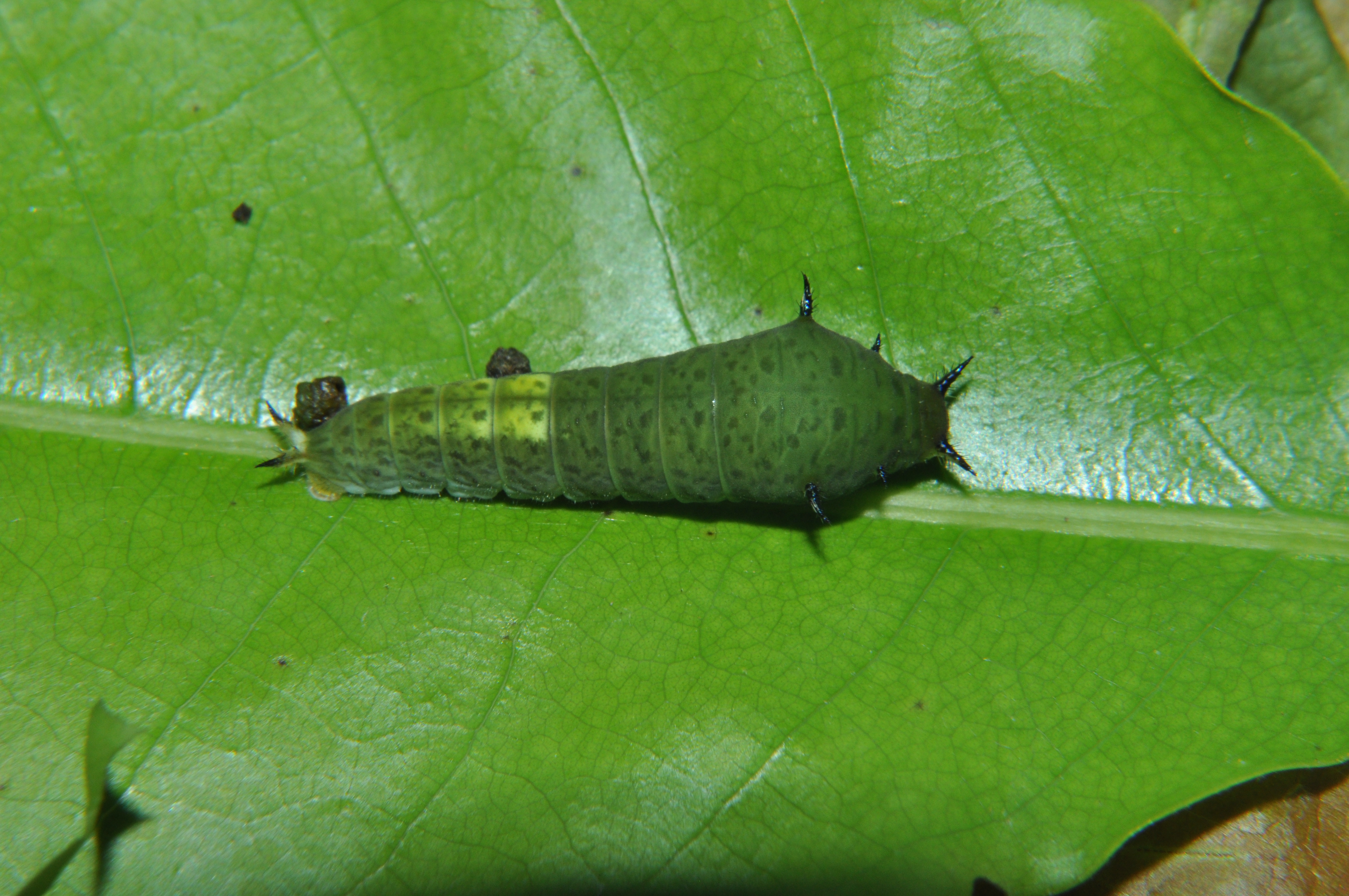
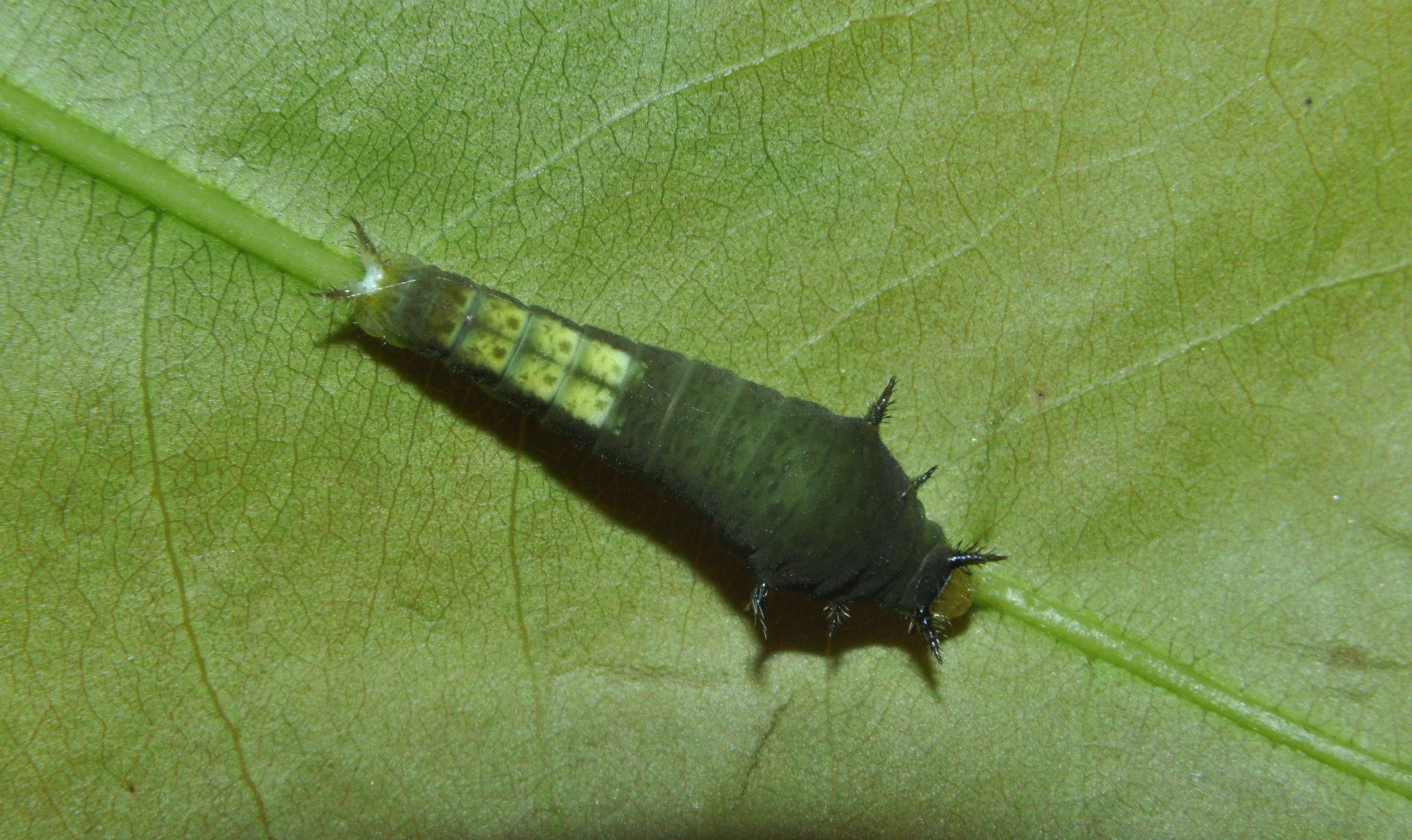
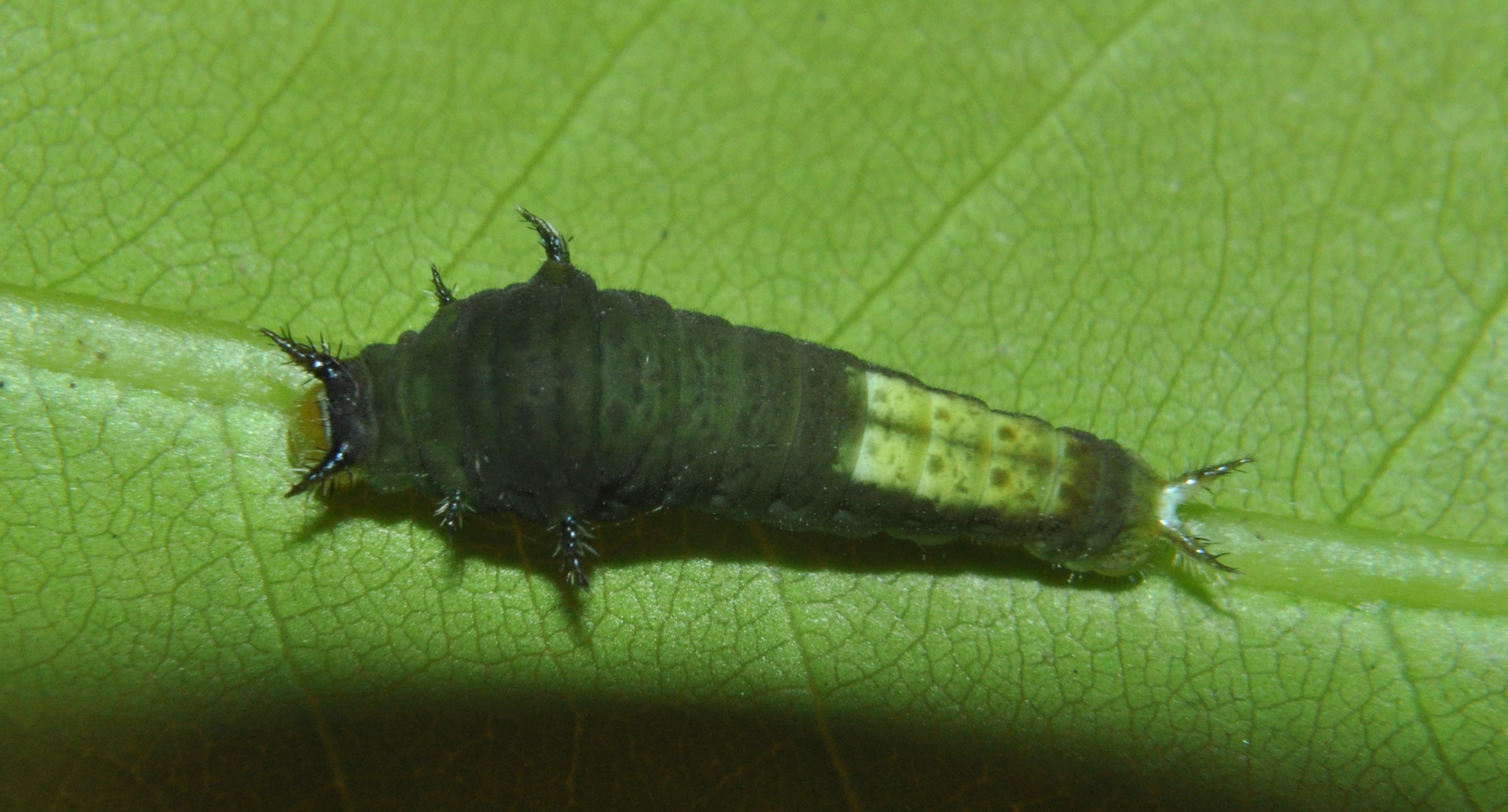
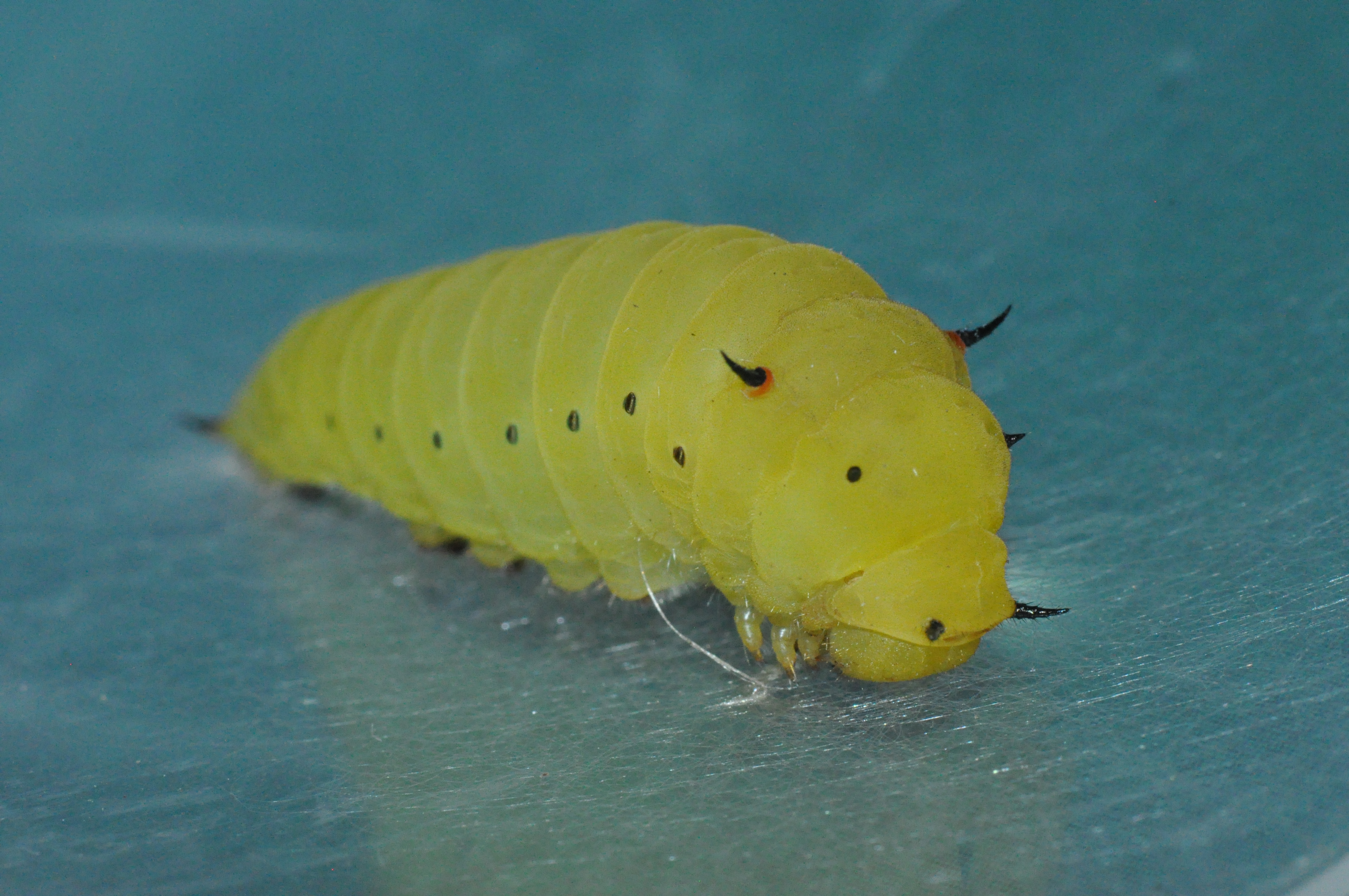
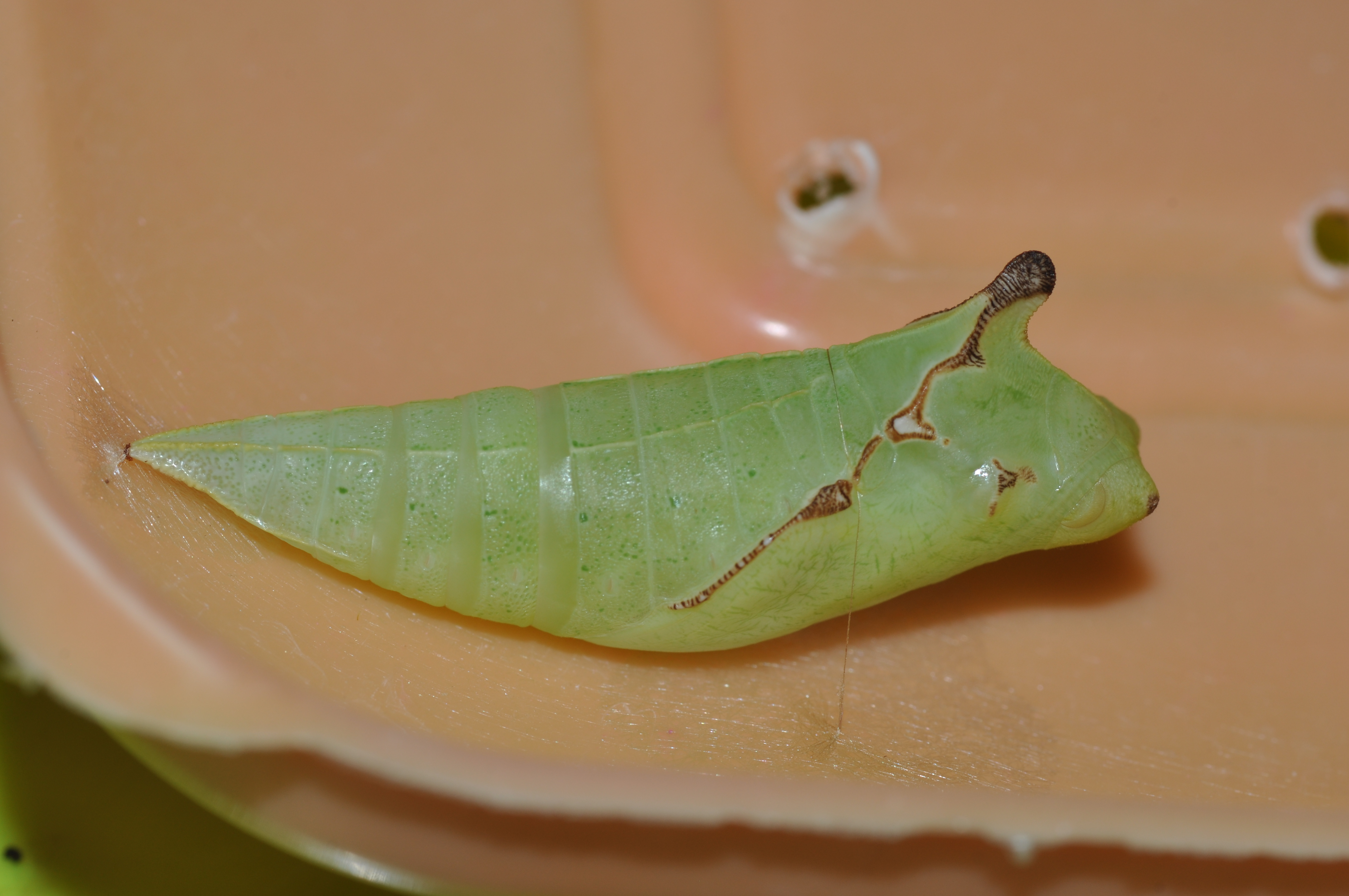
Куколка